# Lukáš Klein
Lukáš Klein, né le 22 mars 1998 à Spišská Nová Ves, est un joueur de tennis slovaque, professionnel depuis 2016.

## Carrière
Lukáš Klein a participé aux Jeux olympiques de Tokyo en 2021 en simple et en double avec son compatriote Filip Polášek.
Il a remporté quatre titres en simple sur le circuit Challenger : à Troisdorf et Alicante en 2022, à Ortisei en 2023 et à Zoug en 2025.
Lors de l'Open d'Australie 2024, il cède de peu au second tour face à Alexander Zverev (7-5, 3-6, 4-6, 7-65, 7-67).
Il fait partie de l'équipe de Slovaquie de Coupe Davis depuis 2022. En 2024, il permet à son équipe de se qualifier pour la phase finale en battant en simple le 41e mondial Miomir Kecmanović.

## Parcours dans les tournois duGrand Chelem

### En simple
| Année | Open d'Australie | Open d'Australie | Internationaux de France | Internationaux de France | Wimbledon       | Wimbledon          | US Open | US Open      |
| ----- | ---------------- | ---------------- | ------------------------ | ------------------------ | --------------- | ------------------ | ------- | ------------ |
| 2022  | —                | —                | —                        | —                        | 1er tour (1/64) | Liam Broady        | —       | —            |
| 2023  | Q1               | Marc Polmans     | Q2                       | Flavio Cobolli           | Q2              | Shintaro Mochizuki | Q3      | Hugo Gaston  |
| 2024  | 2e tour (1/32)   | Alexander Zverev | Q1                       | Gustavo Heide            | Q2              | Timofey Skatov     | Q1      | João Fonseca |
| 2025  | 1er tour (1/64)  | Sebastian Korda  | Q3                       | Ugo Blanchet             | Q3              | Nicolás Jarry      |         |              |

N.B. : à droite du résultat se trouve le nom de l'ultime adversaire.

## Parcours dans lesMasters 1000
| Année | Indian Wells    | Miami                 | Monte-Carlo | Madrid          | Rome | Canada | Cincinnati | Shanghai | Paris |
| ----- | --------------- | --------------------- | ----------- | --------------- | ---- | ------ | ---------- | -------- | ----- |
| 2024  | 2e tour C. Ruud | 1er tour A. Michelsen | —           | 2e tour T. Paul | —    | —      | —          | —        | —     |

N.B. : sous le résultat se trouve le nom de l’ultime adversaire.

## Classements ATP en fin de saison
| Année          | 2016 | 2017 | 2018 | 2019 | 2020 | 2021 | 2022 | 2023 |
| Rang en simple | 1124 | 526  | 591  | 305  | 298  | 248  | 137  | 172  |
| Rang en double | 828  | 930  | 932  | 477  | 325  | 321  | 772  | 1133 |

Source : (en) Classements de Lukáš Klein sur le site officiel de la Fédération internationale de tennis